# Dragkamp

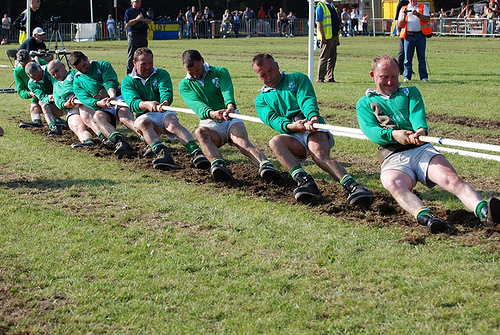
Irlands landslag i en dragkamp 2009

Dragkamp är en uthållighets- och styrkesport där två lag på var sin sida drar i ett rep. Ett lag segrar först och främst genom att dra det andra laget en sträcka på fyra meter,  men man kan också vinna genom att motståndarlaget diskvalificeras (varnas ut), vilket sker vid tre varningar under ett och samma drag. Det utvarnade laget blir dock endast diskvalificerat för det aktuella draget, inte för matchen eller tävlingen. Varningar utdelas exempelvis när en dragare låser repet vid kroppen, sitter ner, inte drar aktivt eller om dragaren vidrör marken med någon annan kroppsdel än fötterna (s.k. treben).
Normalt består ett dragkampslag av åtta dragare. Den person som står längst bak i repledet kallas ankare, efter ankare för fartyg, och i övrigt benämns dragarna efter sin plats i laget: etta, två, trea med mera. Till laget hör också en lagledare (coach) och en reserv/vattenbärare. 
Det finns ett antal olika viktklasser i dragkamp. De åtta dragarnas sammanlagda vikt räknas och de officiella viktklasserna i Sverige är för damer 500, 520 och 560 kg, herrar 560, 600, 640, 680 och 720 kg, junior 600 kg, samt för ungdom 560 kg. I Sverige tävlas också i mixedklass, där laget skall bestå av fyra damer och fyra herrar. Maxvikten i mixedklassen är 560 kg. Repet skall ha en omkrets på 10 - 12,5 centimeter och vara minst 33,5 meter långt. Utomhus är banan 40 meter lång och minst 3 meter bred och man tävlar på plant gräsunderlag. Matchen avgörs i bäst av tre dragningar.
I Sverige organiseras tävlingsdragkamp av Svenska Dragkampförbundet som sedan år 1958 är anslutet till Riksidrottsförbundet. SM i dragkamp för herrar avhölls första gången år 1898. Den internationella organisationen TWIF (Tug-of-War International Federation) organiserar världsmästerskap för nationslag vartannat år, med både inomhus- och utomhustävlingar. TWIF anordnar även världsmästerskap för dragkampklubbar.

## Dragkampföreningar i Sverige
- Löftadalens Dragkampklubb
- Björke Sportklubb
- Brunnsbergs Idrottsförening
- Heds Idrottsförening
- Hovmantorps Dragkampklubb
- Köpings dragkampsklubb
- Mölndals Dragkampklubb
- Stenungsunds Dragkampklubb
- Unnaryds Dragkampsklubb
- Wallby Dragkampklubb
- Viking Dragkampklubb
- Växjö AIS
- Floda Portars Dragkampklubb
- Vedum AIS
- Klippans Dragkampsklubb